# Adriana Albini
Adriana Albini Noonan (Venècia, 2 de setembre de 1955) és una investigadora mèdica i escriptora italiana. Especialitzada en recerca contra el càncer ha desenvolupat el concept d'angioprevenció que es pot usar per a controlar l'evolució del càncer.
És d'ençà del 2015 directora científica de la Fundació MultiMedica Onlus i del laboratori de biologia vascular i d'angiogènesi a Milà. El 2018 Albini va ser la primera italiana a formar part del consell de l'Associació Americana per la Recerca del Càncer (en anglès: American Association for Cancer Research).
Arran de les seves recerces ha rebut diversos guardons científics a diversos països, com ara el premi Firenze Donna el 2000 o el premi Amelia Earhart el 2004.
També practica esgrima a un nivell molt elevat i participa a seleccions internacionals. Així va rebre una medalla d'argent als Campionat Europeu del 2015 que tingué lloc a la ciutat croata de Porec i una altra de bronze als Campionats mundials per veterans d'esgrima que es van fer a Livorno el 2018.
El 23 de novembre del 2020 Albini va figurar a la llista de les 100 dones més influents de l'any que publica la BBC anualment.

## Obres
- Le ali della fenice (2001)
- Un clone in valigia. L'avventura americana di una ricercatrice (2004)
- Come il vento sul grano. Una storia d'amore e OGM, amb G. Paolo Tonini (2006)
- La danza delle cellule immortale (2008)
- Il destino dell'11 settembre (2011)

## Premis i guardons
- Veneziana dell'anno 2018[5]

## Altres interessos
Albini ha escrit sis novel·les sota un nom de ploma. També és esgrimista competitiva i el maig de 2015 va guanyar la medalla de plata al campionat europeu d'esgrima veterana 2015 de la seva categoria d'edat darrere de Finlàndia Marja-Liisa Someroja.